# Эпсилон Эридана b
Эпсилóн Эридáна b или Эги́р — экзопланета, обнаруженная у звезды Эпсилон Эридана, находящейся на расстоянии примерно 10,5 световых лет от Земли в созвездии Эридан.
В 2000 году команда Арти Хатзеса заявила об обнаружении планеты Эпсилон Эридана b с массой 1,20 ± 0,33 MJ, вращающейся вокруг звезды на среднем расстоянии 3,3 а. е. по сильно вытянутой орбите. Однако другие наблюдатели, включая Джеффри Марси считали, что для такого вывода требуется больше информации о поведении доплеровского шума звезды, создаваемого её сильным переменным магнитным полем, и существование планеты долгое время оставалось лишь предположением. Впрочем, такое предположение было сделано ещё в начале 1990-х годов Брюсом Кэмпбелом и Гордоном Уокером, но их наблюдения не позволяли сделать твёрдых выводов об орбите и свойствах планеты.
Наблюдения, сделанные с помощью космического телескопа Хаббл, подтвердили наличие экзопланеты. Её предполагаемая масса — 1,55 ± 0,24 массы Юпитера, наклонение орбиты — 30,1 ± 3,8 °, эксцентриситет орбиты — 0,702 ± 0,039, большая полуось по уточнённым данным — 3,39 ± 0,36 а. е., период обращения около 2500 суток. Плоскость орбиты планеты параллельна плоскости пылевого диска звезды.